# Llauneria Grassi
La Llauneria Grassi és un establiment situat als baixos del Palau Sessa-Larrard de Barcelona, catalogat com a d'interès paisatgístic (categoria E3).

## Història
A finals del segle xviii, era un magatzem de tabacs. El 1834 es va fundar la llauneria, però no va ser fins al 1856 quan es van dissenyar els mobles de l'aparador pel mestre d'obres Eduard Fontserè i per al llauner Lluís Grassi. El 1896 s'hi va instal·lar un motor de gas, cosa que demostra l'existència d'un taller associat a la botiga.

## Descripció
Està situat a la cantonada del carrer Ample amb el de la Plata, amb una obertura a cada costat. Es tracta de dues estructures de fusta situades en les bertures de la finca amb aparadors laterals al costat de les portes d'accés. El moble del carrer de la Plata està situat a ras de façana mentre que el del carrer Ample sobresurt lleugerament de la línia de façana. A l'interior es conserva el paviment de mosaic hidràulic original i a la rebotiga encara hi ha l'antic embarrat per a les politges de tracció.